# Земгальская средняя школа
Зе́мгальская средняя школа (латыш. Zemgales vidusskola) — общеобразовательное учебное заведение в волостном центре Слампе, Слампской волости Тукумского края.

## История
Школа расположена на границе двух исторических регионов Латвии — Курземе и Земгале, на 16 километре шоссе Тукумс — Елгава.
Основана в 1851 году как Шлампенская школа, в дальнейшем — Слампская четырёхлетняя начальная школа (1919—1933), Слампская шестилетняя начальная школа (1933—1946), Слампская семилетняя школа (1946—1962), Земгальская восьмилетняя школа (1962—1980), Земгальская средняя школа (с 1980).
Первое школьное здание было построено в 1851 году, через тридцать лет школа переехала на новое место. Нынешний комплекс школьных зданий построен в 1980 году по проекту латвийских архитекторов В. Сависко и И. Екабсона. Он представляет из себя 24 отдельно стоящих домика-класса, связанных между собой широкими коридорами, объединяющими их с актовым залом, зданием школьной администрации и большим спортивным залом.
Строительные работы вела строительная бригада совхоза «Земгале», при патронаже директора хозяйства А. Батни и активном содействии первого директора школы Расмы Морусе.
В школе находятся два компьютерных класса, спортзал, спортплощадка, мастерские, интернат. Работают хор, вокальный ансамбль, коллектив исполнителей народных танцев. Имеются кружки компьютерной графики, флористики, краеведения, хозяйственный, аэробики и спортивный. Издаётся школьная газета.
В школе училась латышская поэтесса Мара Залите.
За более чем тридцатилетнюю историю школы директорами были: Расма Моруса (1953—1983), Зигфридс Гринпаукс (1983—1986), Александр Дементьев (1986—1989), Зигурдс Стригелис (1989—1994), Улдис Стренга (1994—1999), Владимирс Скуя (1999—2011).

## Руководство школы
Директор: Зигфридс Гринпаукс. Заместители: Сандра Иевиня (завуч), Агита Иванова (по школьной работе), Илзе Кениня (по школьной работе), Лиене Учелниеце (по школьной работе), Александра Леймане (по информатике). Психолог: Сандра Барсиневича.